# گاسپر شوت
 گاسپر شوت (انگلیسی: Gaspar Schott؛ زاده ۵ فوریهٔ ۱۶۰۸ درگذشته ۲۲ مهٔ ۱۶۶۶) یک ریاضی‌دان، و فیزیک‌دان اهل آلمان بود.